# Воронцов-Вельяминов, Иван Александрович
Иван Александрович Воронцов-Вельяминов (1852—1914) — член Государственной думы II созыва от города Тулы. Действительный статский советник.

## Биография
Происходил из потомственных дворян Воронцовых-Вельяминовых. Родился в 1852 году.
По окончании Морского кадетского корпуса 11 апреля 1870 годапроизведён в гардемарины. Окончил университет. В 1880-е годы губернский секретарь. В 1893 году непременный член Тульского губернского присутствия. К 1905 году имел чин действительного статского советника. В 1904 году один из членов-учредителей Историко-Родословного Общества в Москве. Был председателем дворянской пенсионной кассы.
Был избран 6 февраля 1907 года в Государственную думу II созыва от съезда городских избирателей Тулы. Вошёл в состав фракции «Союза 17 октября». Состоял в распорядительной и финансовой комиссиях Думы.
Умер 14 (27) августа 1914 года в Туле.

## Семья
- Жена — Ольга Ивановна Воронцова-Вельяминова (1853—1918), дочь штабс-ротмистра Ивана Леонтьевича Халютина (1925—1876)[7]. В семье 6 сыновей и дочь:[источник не указан 3191 день].
  - Сын — Сергей Иванович Воронцов-Вельяминов (25 сентября 1883—18 декабря 1904, Порт-Артур, Китай), мичман[8].
  - Ссын — Алексей Иванович Воронцов-Вельяминов (16 (28) ноября 1884, Тула — 8 июня 1944, Москва), судебный следователь, юрисконсульт[7].
  - Сын — Пётр Иванович Воронцов-Вельяминов (26 июня (8 июля) 1890, Тула — 1956, Тула), чиновник министерства земледелия, юрисконсульт[7].
- Двоюродный брат — Николай Николаевич Воронцов-Вельяминов (1824—1964), кандидат прав Императорского Московского университета (1844 год), писатель[7].

## Сочинения
- Сборник законоположений о крестьянских и судебных учреждениях в губерниях, на кои распространяется положение о земских начальниках: дополненное законоположениями 12 июля и 29 декабря 1889 г. со всеми изменениями и правительственными разъяснениями по 1 июля 1893 г. / составил И. А. Воронцов-Вельяминов, непрем. чл. Тул. губ. присутствия. — 2-е изд. — Тула : Тип. Н. И. Соколова, 1893. — [2], 8, 572, 14 с. — (Временные правила о Волостном суде; Положение о земских начальниках; Правила о производстве судебных дел).

### Рекомендуемые источники
- Российский государственный исторический архив. Фонд 1278. Опись 1 (2-й созыв). Дело 88; Дело 524. Лист 3-5.